# Parque de material rodante de FGC
En esta página se relacionan todos los vehículos que forman, o han formado parte, del parque de material rodante de la empresa pública autonómica Ferrocarriles de la Generalidad de Cataluña.
FGC opera diversas líneas y redes ferroviarias inconexas entre sí, con características diferentes. Por ello, en esta página el material se presenta agrupado, primero, por cada una de las líneas o redes; y, segundo, dentro de cada línea o red, se divide en dos tablas: primero, la del material que está en servicio actualmente; y segundo, la del material antiguo que circuló por esas líneas, pero que ya está dado de baja.
La mayoría de las líneas disponen de su propio taller para el mantenimiento del material rodante. No obstante, para racionalizar costes, el Centro Operativo de Rubí (COR) hace las funciones de taller central de todos los ferrocarriles de la empresa. Allí hay diversas secciones especializadas en la reparación de componentes, que los otros talleres simplemente reemplazan. De igual modo, las piezas de recambio están centralizadas en el almacén del COR, manteniendo el taller de cada línea solo un pequeño inventario para el mantenimiento de primer nivel.

## Línea Llobregat-Anoia
La red conocida como línea Llobregat-Noya está formada por siete líneas de vía de 1.000 mm de ancho (vía métrica), que suman 136 km, en las cuales se presta un servicio mixto de viajeros y mercancías. De las siete líneas, dos son para tráfico de viajeros y/o mercancías, electrificadas a 1.500 Vcc. Las otras cinco son ramales no electrificados exclusivos para trenes de mercancías. El mantenimiento del material se realiza en el taller de Martorell Enlace.

### Material en servicio
Material en servicio en la línea Llobregat-Noya a junio de 2023.
| Imagen | Serie  | Cantidad | Números                                     | Años construcción | Fabricantes             | Observaciones |
| ------ | ------ | -------- | ------------------------------------------- | ----------------- | ----------------------- | --- |
|        | 213    | 42       | 213.01-283.01-213.51 a 213.42-283.42-213.92 | 1998-2009         | CAF, Alstom, Bombardier | Composición M-R-M. |
|        | 257    | 5        | 257.01 a 257.05                             | 2022              | Stadler Rail            | Locomotora dual (eléctrica y diésel).                                                                                     |
|        | 256    | 1        | 256.01                                      | 2020              | Stadler Rail            | Locomotora dual y mixta adherencia-cremallera para trenes de trabajos en esta línea y en la del Cremallera de Montserrat. |
|        | 62.000 | 73       | 62.001 a 62.110                             | 1990-1991         | CAF                     | Para transportar potasa. Quedan en servicio 73 de los 110 vagones adquiridos.                                             |
|        | 65.000 | 7        | 65.001 a 65.007                             | 2007              | TAFESA                  | Para transportar automóviles nuevos. Un vagón corto de dos módulos y seis vagones largos de seis módulos.                 |

### Material antiguo, fuera de servicio
Material rodante que circuló en la línea Llobregat-Noya en el pasado.
| Imagen | Serie      | Cantidad | Números                                                                     | Años construcción | Años de baja | Fabricantes                         | Observaciones |
| ------ | ---------- | -------- | --------------------------------------------------------------------------- | ----------------- | ------------ | ----------------------------------- | --- |
|        | 211        | 10       | 211.01-281.01-282.01 a 211.07-281.07-282.07 y 211.08-282.08 a 211.10-282.10 | 1987-1988         | 2009         | MACOSA, MTM, Alsthom                | Siete trenes en composición M-R-Rc y tres en composición M-Rc. |
|        | 254        | 3        | 254.01 a 254.03                                                             | 1990              | 2023         | Meinfesa, EMD (General Motors)      | Modelo JT18LC2D de EMD. |
|        | 255        | 1        | 255.01                                                                      | 2009 (2011)       | (2017)       | CFD, Ingeteam                       | Locomotora dual del tipo TD 2000 alquilada a Eusko Trenbideak entre julio de 2011 y noviembre de 2017. Forma parte de una serie de 12 locomotoras construidas entre los años 2009 y 2011. |
|        | 700 y 1000 | 10       | 1003 y 1009                                                                 | 1955 y 1965       | 2021         | Alsthom                             | Locomotoras diésel-eléctricas tipo "Union Française" BB44T, para trenes de mercancías. |
|        | 800        | 1        | 801                                                                         | 1962              | ¿2000?       | Metalúrgica de San Martín, Gmeinder | Tractor diésel-hidráulico para maniobras. |
|        | 810        | 2        | 811 y 812                                                                   | 195? y 1967       | 2019         | Metalúrgica de San Martín           | Tractores diesel-mecánicos para maniobras en el taller de Martorell Enllaç. |
|        | 820        | 4        | 821 a 824                                                                   | 1967              | 1992         | SECN, Yorkshire Engine Co.          | Tractores diésel-hidráulicos para maniobras. |
|        | 3000       | 5        | 3001 a 3008, 3010 a 3015 y 4001                                             | 1959-1967         | 1999         | Esslingen, MAN                      | Material modernizado entre 1985 y 1988, formando cinco composiciones de tres coches (M-R-M).                                                                                              |
|        | 5000       | 8        | 5001 a 5009, 5101 a 5103, 5105, 5106, 6001 a 6005, 6101 y 6102              | 1960-1971         | 1999         | SECN, Ganz                          | Material modernizado entre 1985 y 1990, formando cuatro composiciones de tres coches (M-R-M) y cuatro de dos coches (M-Rc).                                                               |
|        | 8000       | 2        | 8001-8101-8201 y 8002-8102-8202                                             | 1949 (1994)       | 1999         | SIG, MFO                            | Composición M-R-Rc. Adquiridos de segunda mano en 1994 al ferrocarril suizo Appenzellerbahen.                                                                                             |
|        | 63.000     | 86       | 63.001 a 63.086                                                             | 1986-1987         | 2017         | CAF                                 | Vagones volcadores para el transporte de sal entre Suria y Martorell. |

## Línea Barcelona-Vallés
La red conocida como línea Barcelona-Vallés está formada por cuatro líneas de vía de 1.435 mm de ancho (vía estándar), que suman 52 km, en las cuales se presta un intenso servicio de viajeros de tipo urbano y suburbano. Todas las líneas están electrificadas a 1.500 Vcc. El mantenimiento del material se realiza en el Centro Operativo de Rubí (COR), ubicado junto a la estación de Rubí.

### Material en servicio
Material en servicio en la línea Barcelona-Vallés a junio de 2023.
| Imagen | Serie | Cantidad | Números                                                   | Años construcción | Fabricantes      | Observaciones        |
| ------ | ----- | -------- | --------------------------------------------------------- | ----------------- | ---------------- | -------------------- |
|        | 112   | 22       | 112.01-122.01-182.01-112.51 a 112.22-122.22-182.22-112.72 | 1995-2003         | CAF, Alstom, ABB | Composición M-M-R-M. |
|        | 113   | 19       | 113.01-123.01-183.01-113.51 a 113.19-123.19-183.19-113.69 | 2013-2014         | CAF, Alstom      | Composición M-M-R-M. |
|        | 114   | 5        | 114.01-124.01-114.51 a 114.05-124.05-114.05               | 2014              | CAF, Alstom      | Composición M-M-M.   |
|        | 115   | 15       | 115.01 a 115.15                                           | 2021-2022         | Stadler          | Composición M-R-R-M  |

### Material antiguo, fuera de servicio
Material rodante que circuló en la línea Barcelona-Vallès en el pasado.
| Imagen | Serie | Cantidad | Números                                                      | Años construcción | Años de baja | Fabricantes          | Observaciones |
| ------ | ----- | -------- | ------------------------------------------------------------ | ----------------- | ------------ | -------------------- | --- |
|        | 10-27 | 5        | Automotores 10, 11, 15, 17, 22 y 23                          | 1913-1922         | 1987         | Brill, FSB/FCC       | Seis automotores metalizados entre 1926 y 1929. A FGC solo llegaron cinco.                                                                     |
|        | 111   | 20       | 111.01-181.01-111.51 a 111.20-181.20-111.70                  | 1983-1987         | 2015         | MACOSA, MTM, Alsthom | Composición M-R-M. |
|        | 300   | 4        | 301-311 a 304-314                                            | 1959 (1981-1982)  | 1985         | MACOSA               | Cuatro trenes M-M alquilados temporalmente al Ferrocarril Metropolitano de Barcelona.                                                          |
|        | 400   | 42       | Automotores 401-413, 501-513, 903 y 904, y remolques 801-814 | 1943-1977         | 1996         | FSB/FCC              | Automotores y remolques independientes que normalmente circularon en composiciones M-R-M, y más adelante también en composiciones M-M-R-M.     |
|        | 600   | 28       | 601 a 628                                                    | 1952-1975         | 1996         | FSB/FCC              | Automotores independientes acoplables en composiciones de dos o tres. Algunos se modificaron para incorporarse a composiciones de la serie 400 |

## Cremallera de Núria
El Cremallera de Nuria es una línea ferroviaria de montaña de 12,5 km de longitud, con vía de 1.000 mm de ancho (vía métrica) y electrificada a 1.500 Vcc, dotada parcialmente con cremallera del sistema Abt. Enlaza la estación de Adif de Ribes de Freser con el Valle de Nuria. El mantenimiento del material se realiza en el taller situado en la estación de Ribes Vila.

### Material en servicio
Material en servicio en el Cremallera de Núria en agosto de 2019.
| Imagen | Serie       | Cantidad | Números                                            | Años construcción | Fabricantes                             | Observaciones |
| ------ | ----------- | -------- | -------------------------------------------------- | ----------------- | --------------------------------------- | --- |
|        | A5-A8       | 4        | A5.1-AR5-A5.2, A6.1-A6.2, A7.1-A7.2, A8.1-AR8-A8.2 | 1985, 1994 y 2019 | SLM, GEC Alsthom, BBC y Stadler Rail    | Dos UT en composición M-R-M y dos en composición M-M. |
|        | A10-A11     | 1        | A10.1-A10-A10.2 y A11.1-A11-A11.2                  | 2003              | Stadler Rail                            | Tipo GTW 2/6 de Stadler, en composición Rc-M-Rc. El A10 fue transferido al Cremallera de Montserrat el 27 de febrero de 2020, donde fue puesto en servicio el 24 de junio. Está prevista también la transferencia del A11. |
|        | DM6         | 1        | DM6                                                | 2004              | Stadler Rail                            | Locomotora diésel para trenes de trabajos y refuerzos del servicio de viajeros. Proviene del cremallera de Montserrat (de ahí la M en el número de serie)                                                                  |
|        | H12         | 1        | H12                                                | 2019              | Stadler Rail                            | Locomotora dual (electro-diésel) para trenes de refuerzo de viajeros, de mercancías y de trabajos. |
|        | L09         | 1        | L09                                                | 1995              | Stadler Rail                            | Máquina quitanieves no automotora. |
|        | C27-C28     | 2        | C27 y C28                                          | 1949 (2008)       | SWS Schlieren                           | Coches de viajeros adquiridos de segunda mano en 2008 al ferrocarril suizo Matterhorn Gotthard Bahn (MGB), para servicios de refuerzo y de rescate.                                                                        |
|        | 2273 y 2275 | 2        | 2273 y 2275                                        | 1963 (2019)       | SIG                                     | Coches de viajeros adquiridos de segunda mano en al ferrocarril suizo Matterhorn Gotthard Bahn (MGB), para formar una composición reversible con la locomotora H12.                                                        |
|        | 01 y 28     | 2        | 01 y 28                                            | 1929              | Vereignite Westdeutsche Waggonfabrik AG | Furgones para transporte de víveres y materiales a Núria, reconstruidos a partir de coches de la serie 1-51 en 1987 por Talleres Rocafort.                                                                                 |
|        | P25-P26     | 2        | P25 y P26                                          | 1965 (2005)       | Josef Mayer/Sarquella                   | Furgones refrigerados para transporte de víveres y materiales a Núria, construidos a partir de antiguos vagones del ferrocarril suizo Matterhorn Gotthard Bahn en 2005.                                                    |

### Material antiguo, fuera de servicio
Material rodante que circuló en el Cremallera de Núria en el pasado.
| Imagen | Serie | Cantidad | Números                                            | Años construcción | Años de baja | Fabricantes                             | Observaciones |
| ------ | ----- | -------- | -------------------------------------------------- | ----------------- | ------------ | --------------------------------------- | --- |
|        | E1-E4 | 4        | E1 a E4                                            | 1930              | 2009         | SLM, BBC                                | Locomotoras eléctricas originales de la inauguración del ferrocarril.                                                 |
|        | 1-51  | 15       | Affw 1 y 2, ABffw 11 y 12, Bffw 21 a 30 y Aaffw 51 | 1929-1930         | 2012         | Vereignite Westdeutsche Waggonfabrik AG | Coches de viajeros originales de la inauguración del ferrocarril. Algunos de ellos transformados y aún en servicio.   |
|        | 364   | 1        | 364.01                                             | 1930              | 2004?        | SLM, BBC                                | Máquina quitanieves no automotora. Caja giratoria. Modernizado por Talleres Rocafort en 1987 con carrocería metálica. |

## Cremallera de Montserrat
El Cremallera de Montserrat es una línea ferroviaria de montaña de 5 km de longitud, con vía de 1.000 mm de ancho (vía métrica) y electrificada a 1.500 Vcc, dotada parcialmente con cremallera del sistema Abt. Enlaza la estación de FGC de Monistrol de Montserrat con el Monasterio de Montserrat. Esta línea carece de taller propio para realizar el mantenimiento de su material rodante, utilizando para ello el de la línea Llobregat-Noya en Martorell Enllaç, hasta donde se desplazan los vehículos del Cremallera por sus propios medios.

### Material en servicio
Material en servicio en el Cremallera de Montserrat en agosto de 2019.
| Imagen | Serie         | Cantidad | Números                                             | Años construcción | Fabricantes  | Observaciones |
| ------ | ------------- | -------- | --------------------------------------------------- | ----------------- | ------------ | --- |
|        | AM1-AM5 y A10 | 6        | AM1.1-AM1-AM1.2 a AM5.1-AM5-AM5.2 y A10.1-A10-A10.2 | 2002              | Stadler Rail | Tipo GTW 2/6 de Stadler, en composición Rc-M-Rc. Los AM1-AM5 fueron estrenados en el Cremallera de Montserrat, y el A10 fue transferido desde el Cremallera de Núria en 2020. |
|        | D9            | 1        | D9                                                  | 1994              | Stadler Rail | Locomotora adquirida inicialmente para el Cremallera de Nuria. En el Cremallera de Montserrat desde 2006.                                                                     |
|        | 256           | 1        | 256.01                                              | 2020              | Stadler Rail | Locomotora dual y mixta adherencia-cremallera para trenes de trabajos en esta línea y en la de Línea Llobregat-Noya.                                                          |

## Línea Lérida - Puebla de Segur
La línea de Línea Lérida-Puebla de Segur tiene una longitud de 89 km de vía única de ancho ibérico (1.668 mm), no electrificada. Enlaza la estación de Lérida Pirineos con Puebla de Segur. Es operada directamente por FGC desde el año 2016. El mantenimiento del material está subcontratado a la empresa Erion Mantenimiento Ferroviario S.A., filial de Stadler Rail y Renfe Operadora, en el taller de Pla de Vilanoveta, en Lérida.

### Material en servicio
Material en servicio en junio de 2023.
| Imagen | Serie | Cantidad | Números                                                               | Años construcción | Fabricantes  | Observaciones                                    |
| ------ | ----- | -------- | --------------------------------------------------------------------- | ----------------- | ------------ | ------------------------------------------------ |
|        | 331   | 3        | 331.01-331/01-331.51, 331.02-331/02-331.52 y 331.03 - 331/03 - 331.53 | 2016 y 2022       | Stadler Rail | Tipo GTW 2/6 de Stadler, en composición Rc-M-Rc. |

## Ferrocarril Turístic de l'Alt Llobregat
El Ferrocarril Turístico de l'Alt llobregat es una línea de 3,5 km de longitud, con vía de 600 mm de ancho, no electrificada. Aprovecha parte del trazado de la antigua línea de ferrocarril secundario entre Guardiola de Berga i Castellar de Nuch, clausurada en 1963, y se explota exclusivamente con fines turísticos durante la temporada alta. El depósito y taller se encuentra junto a la antigua fábrica de cemento de Asland en Castellar de Nuch.

### Material en servicio
| Imagen | Serie | Cantidad | Números | Años construcción | Fabricantes | Observaciones                                                      |
| ------ | ----- | -------- | ------- | ----------------- | ----------- | ------------------------------------------------------------------ |
|        | 1-2   | 2        | 1 y 2   | 1999 y 2009       | Schöma      | Locomotoras diésel-hidráulicas de dos ejes.                        |
|        | 01-04 | 4        | 01 a 04 | 1999              | Schöma      | Coches abiertos, a los que posteriormente se les añadió un tejado. |

- Datos: Q66368951